# Rodés (Lérida)
Rodés es una localidad perteneciente al municipio de Rialp, en la provincia de Lérida, comunidad autónoma de Cataluña, España. En 2019 contaba con 13 habitantes.